# Laccophilus parvulus
Laccophilus parvulus es una especie de escarabajo del género Laccophilus, familia Dytiscidae. Fue descrita científicamente por Aubé en 1838.
Esta especie se encuentra en Asia del Sur.

## Subespecies
- Laccophilus parvulus obtusus Sharp, 1882
- Laccophilus parvulus parvulus Aubé, 1838